# Albero Alto (Comanche)
Huupi-pahati o Huupi-kanabahaitʉ (in lingua inglese Tall Tree, in lingua italiana Albero Alto; Antelope Hills, 1790 – circa 1849) è stato un condottiero nativo americano, fu il capo principale dei Nokoni Comanche.

## Gioventù e ascesa
Huupi-pahati trascorse la prima infanzia e l'adolescenza quando, all'inizio del XIX secolo, i Nokoni erano guidati da capi, come Eka-pahquit (Red Shield o, per gli Iberici del Messico, Chimal Colorado, ovvero Scudo Rosso), Esanarico (Wolves Eating-together, ovvero Lupi-che-mangiano-insieme), soprannominato El Sordo (The Deaf One, cioè Il Sordo), e Pitsinampa (Decayed Shoe, ovvero Mocassino Consumato), soprannominato El Tuerto (One Eye, Squinter, cioè Il Guercio), vagavano liberamente tra il Texas, il Nuovo Messico e il Vecchio Messico, specializzandosi, soprattutto Esanarico, nel rivendere ai mercanti anglo-americani a est della "Comancheria" e a nord dell'Arkansas River le mandrie di cavalli razziate nel Vecchio Messico, e questa pratica costituì parte fondamentale dell'addestramento di tutti i giovani Nokoni della sua generazione.
La vita giovanile e l’addestramento come guerriero di Huupi-pahati, come quelli dei suoi contemporanei quali il Nokoni Quenah-evah (Eagle Drink, in italiano Bevanda-dell'Aquila), lo Yamparika Parua-wasamen (Ten Bears, in italiano Dieci Orsi) il Kotsoteka Wulea-boo (Shaved Head, in italiano Testa Rasata), lo Kwahadi Pohebits-quasho (Iron Jacket, in italiano Casacca-di-Ferro), i Penateka Potsʉnakwahipʉ (Buffalo Hump, in italiano Gobba-di-Bisonte), Isaviah (Yellow Wolf, in italiano Lupo Giallo, talvolta chiamato erroneamente anche Sabaheit, Little Wolf, in italiano Piccolo Lupo) e Sant'Anna, avvennero principalmente lontano dalla vista e dall’udito dei bianchi, mettendosi alla prova nell’ambito delle ostilità con gli Cheyenne e Arapaho, i Pawnee, gli Apache, e l’acquisizione di prestigio e ascendente tra i guerrieri si sviluppò durante il periodo della dominazione messicana sul Texas. Verso la fine del decennio 1820, i Comanche, così come i loro alleati Kiowa e i loro nemici Arapaho, Cheyenne e Pawnee, iniziarono ad assalire i convogli lungo il Santa Fé Trail, e in tal modo, probabilmente, anche il giovane capo guerriero Huupi-pahati ebbe modo di accrescere la propria fama fra i Comanche e il proprio seguito fra i Nokoni a spese degli emigranti in transito.
Nel novembre 1828 l'agente statunitense per gli affari indiani James Daugherty segnalò ai militari di Fort Leavenworth la recente partenza di un contingente di circa 1 500 guerrieri Pawnee, diretto a effettuare attacchi lungo il Santa Fé Trail, ma, verosimilmente, l'informazione dell'agente era errata, trattandosi invece di una spedizione di guerrieri Comanche (con molta probabilità Yamparika, Kwahadi, Kotsoteka e Nokoni, presumibilmente guidati dai capi di guerra più importanti o emergenti dell'epoca, come Parua-wasamen, Pohebits-quasho, Wulea-boo, e Huupi-pahati). Nel giugno 1829 una spedizione al comando del magg. Bennet Riley partì da Fort Leavenworth per stabilire il controllo statunitense lungo tale pista, subendo l'attacco da parte di un contingente di circa 300 o 400 guerrieri Comanche, Kiowa, Arapaho e Cheyenne presso l'Arkansas River, sulla sponda allora "statunitense". Nel 1832 i Comanche settentrionali sconfissero gli Skidi Pawnee: Parua-wasamen, Wulea-boo, Huupi-pahati e Pohebits-quasho verosimilmente guidarono in battaglia i guerrieri Yamparika, Kotsoteka, Nokoni e Kwahadi (la sconfitta subita dagli Skidi avrebbe poi indotto uno dei capi a recarsi fra i Comanche e a fare la pace coi loro capi - fra i quali, verosimilmente, Tawaquenah, Sequi-totori, Poywehnehparai, Isa-conee -, e da questa pace si sarebbe apparentemente sviluppata una sorta di alleanza fra Comanche, Osage e Skidi Pawnee che sarebbe durata fino al 1846 circa; nello stesso periodo i Chaui, Pitahauerat e Kitkehahki Pawnee commerciavano coi Comanche acquistando cavalli).

## Repubblica texana e Comancheria
Le incursioni Comanche nel Texas proseguirono nel 1836, e in una di queste (19/5/1836), condotta probabilmente dai Penateka e Nokoni Comanche (e guidata personalmente da Huupi-pahati) e dai Kiowa (ma, secondo altre fonti, dagli Wichita) contro Parker's Fort, essi massacrarono gli abitanti trovati sul posto al momento dell'attacco (cinque uomini su 34 residenti) e rapirono due giovani donne, un bambino e una bambina, Cynthia Ann Parker, la quale sarebbe stata adottata dalla famiglia Nokoni Comanche di Tabby-nocca e successivamente (nel 1843 o nel 1844) data in moglie al giovane capo Kwahadi Peta-nocona (Vagabondo Solitario o Viaggiatore Solitario, Lone Wanderer), figlio di Pohebits-quasho.
Proseguirono anche le ostilità fra i Comanche e Kiowa (e Kataka) e gli Cheyenne e Arapaho nella regione lungo il confine dell'Arkansas River: ancora una volta il capo Cheyenne Ohkohmkhowais (Yellow Wolf alias Lupo Giallo razziò una grande mandria di cavalli all'accampamento principale dei Comanche sul North Fork del Red River, ritirandosi, poi, inseguito dai guerrieri Comanche condotti da Potsʉnakwahipʉ e, molto probabilmente, Isaviah, nonché altri capi, quali, verosimilmente, Wulea-boo, Huupi-pahati, Parua-wasamen o Pohebits-quasho; dopo una sosta a Bent's Fort, gli Cheyenne ripartirono appena in tempo per evitare di essere raggiunti dai Comanche. Gli Cheyenne ritentarono il colpo nel 1837, quando una banda di 48 guerrieri della società militare Himatanohis ("Bowstring") raggiunse il North Fork del Red River e il Washita, giungendo in prossimità di alcuni grossi villaggi: i Kiowa (al comando di Satank) e i Comanche (forse Yamparika o Nokoni o Kotsoteka o, più difficilmente, Kwahadi, al comando rispettivamente di Parua-wasamen, Huupi-pahati, Wulea-boo, Pohebits-quasho) scoprirono la presenza dei guerrieri nemici e, a conclusione di una caccia tenacemente condotta dai contingenti Kiowa e Comanche, la banda Cheyenne fu raggiunta e sterminata fino all'ultimo uomo dai Kiowa.
Nel 1837, falliti i tentativi texani di ottenere l'alleanza dei Comanche contro i Messicani durante la Guerra per l'Indipendenza, fu inviato a trattare coi Penateka, Nokoni e Kotsoteka Comanche Bowles, capo dei Cherokee emigrati nel Texas, il quale fu accolto amichevolmente da Mopechucope e da altri capi Penateka (verosimilmente Pahayuca, Mukewarrah, Incoroy), ma trovò un clima molto diverso incontrando Tawaquenah  (con Isa-conee, Sequi-totori, Poywehnehparai, Quenahshano ?) e i capi Nokoni (verosimilmente Huupi-pahati, forse Quenah-evah e altri, essendo la divisione Nokoni particolarmente frazionata in gruppi estremamente mobili) e Kotsoteka (tra i quali, verosimilmente, Wulea-boo e, forse, Pohebits-quasho, secondo talune ricostruzioni frequentemente associato a tale divisione), e, forse, non raggiunse gli Yamparika (tra i quali Parua-wasamen, probabilmente già fautore del mantenimento di buoni rapporti con i "nuovi vicini" statunitensi); poi il Presidente del Texas, David G. Burnet, inviò presso di loro il magg. A. LeGrand, allo scopo di stipulare un trattato che i Comanche rifiutarono; il successivo Presidente del Texas, Sam Houston, tentò di migliorare i rapporti coi Comanche, ma il Congresso preferì emanare leggi per la "protezione della frontiera", raccomandando lo sterminio dei Comanche.
Nel maggio 1838, mentre Huupi-pahati e i Nokoni, ai quali si erano uniti anche Potsʉnakwahipʉ e probabilmente Isaviah e i loro Penateka, si dedicavano alla stagionale spedizione di caccia ai bisonti, due capi minori furono inviati a Sant'Antonio per rappresentare i Penateka, ma non i Nokoni, al concilio convocato per incontrare una Commissione governativa presieduta da Albert S. Johnston, la quale rifiutò le rivendicazioni dei Comanche, offrendo soltanto accordi commerciali, ma invitando i due capi a rendere visita al Presidente Houston (proposta che i due Comanche rifiutarono); nel frattempo Mukewarrah (Spirit Talker, alias Uomo Dialogante-con-lo-Spirito), capo principale dei Penateka, accampato sul Colorado River, avviò, per il tramite di Noah Smithwick, trattative in via autonoma, recandosi poi, con Pahayuca (Amorous Man, alias Uomo Dedito-all’Amore), Mupitsukupʉ (Old Owl, alias Vecchio Gufo), Potsʉnakwahipʉ e Kwihnai (Eagle, alias Aquila), a Houston, dove, il 29/5/1838, i capi stipularono col Presidente Houston un trattato (che non prevedeva alcuna definizione di un confine opponibile ai Texani, e che, comunque, non fu mai ratificato dal Senato) in base al quale un agente governativo sarebbe stato inviato fra i Comanche per garantirli e sovraintendere ai commerci; fra i Penateka non firmarono il trattato Isaviah e Sant'Anna, né lo firmò alcun capo Nokoni (in primis Huupi-pahati e Quenah-evah). Tuttavia subentrato nella Presidenza Mirabeau Bonaparte Lamar, fautore dello scontro coi nativi e della loro espulsione dal Texas, le ostilità ripresero. Nello stesso 1838, il nuovo Presidente intraprese una politica aggressiva verso i Comanche, e il Congresso del Texas approvò un sistema di forti di frontiera, autorizzò lo spiegamento di più di 1 000 uomini, e stanziò 1 000 000 dollari per la difesa; l'agente indiano A. P. Miles non prese possesso delle sue funzioni, né lo fece il mercante appositamente autorizzato, V. R. Palmer, provocando la delusione e l'irritazione dei Comanche: Huupi-pahati e i Nokoni, così come i Penateka, i Kotsoteka, gli Kwahadi e perfino i più lontani Yamparika, durante l'anno moltiplicarono le incursioni e così pure si moltiplicarono le reciproche rappresaglie.
Nel 1838 le diverse divisioni della nazione Comanche si unirono per affrontare gli Cheyenne e Arapaho in uno scontro risolutivo, con la presenza dei capi più importanti: Tawaquenah, Wulea-boo, Parua-wasamen, Pohebits-quasho, Huupi-pahati e il suo secondo Quenah-evah, Potsʉnakwahipʉ e Isaviah; decisi a vendicare i guerrieri uccisi nella fallita spedizione dell'anno precedente, gli Cheyenne e Arapaho raggiunsero nuovamente il North Fork del Red River all'inizio della primavera, scoprendo gli accampamenti Comanche e Kiowa sparsi tra il Beaver Creek e il Wolf Creek, e attaccando il campo dei Kiowa presso il Wolf Creek (primavera 1838): un gruppo di circa 30 Kiowa (comprese alcune donne) uscito a caccia di bisonti fu sterminato, un altro uomo e un'altra donna furono uccisi alcune miglia a nord del villaggio Comanche, un gruppo di donne Kiowa uscito per scavare radici lungo la riva opposta del Wolf Creek fu assalito fuori dell'accampamento e 12 donne furono uccise, due uomini furono uccisi nel fiume, poi i guerrieri Kiowa si attestarono a difesa e presto intervennero anche i Kataka e i Comanche (probabilmente Kotsoteka, Nokoni e Yamparika, con Tawaquenah, Wulea-boo, Huupi-pahati e Parua-wasamen, trovandosi forse gli Kwahadi, con Pohebits-quasho, sul South Canadian), respingendo gli assalitori e inseguendoli a propria volta, finché l'arrivo in lontananza delle donne e dei bambini Cheyenne e Arapaho fu scambiato per il sopraggiungere di altri guerrieri, inducendo i guerrieri Kiowa (e Kataka) e Comanche a interrompere il contrattacco; il combattimento si protrasse per tutta la giornata, al termine della quale gli Cheyenne e Arapaho avevano perso 12 guerrieri e avevano ucciso circa 50 o 60 guerrieri nemici, ottenendo una vittoria che gli permise di consolidare le proprie posizioni sui confini settentrionali del territorio degli alleati Kiowa e Comanche, attestandosi saldamente nelle pianure del Kansas, a nord dell'Arkansas River.
Nella stessa estate 1839 una delegazione di capi Comanche delle divisioni centrali e settentrionali (Nokoni, Kotsoteka e Yamparika), guidati da Tawaquenah (verosimilmente, insieme a Parua-wasamen, Wulea-boo, Huupi-pahati e altri), e Kiowa si recò a Fort Gibson: forse in tale occasione (e, comunque, prima del 1840) Wulea-boo e, per i Kiowa, Dohasan e altri capi, promossero la costruzione di un trading post, Fort Adobe, sul South Canadian; forse nel 1839, e comunque prima del 1840, guerrieri Kiowa e Comanche assalirono due volte nello stesso giorno un gruppo di uomini di Fort Bent (Kit Carson e altri sei uomini), uccidendo un mandriano messicano e impossessandosi dei cavalli al primo attacco, ma perdendo tre guerrieri al secondo.

## Il “Great Raid” del 1840
Nel marzo 1840 una delegazione composta da 65 Penateka Comanche (compresi una dozzina di capi di varie bande e diverse donne), guidata da Mukewarrah, si presentò a Sant'Antonio, come concordato coi Texani: secondo le istruzioni impartite dal Presidente Lamar alla delegazione texana (guidata dal f. f. Segretario di Stato per la Guerra, William Cooke), il gen. Hugh D. McLeod, comandante militare, aveva però predisposto una trappola con tre compagnie di fanteria al comando del ten. col. William Fisher e, quando i capi Comanche rifiutarono di restituire alcuni prigionieri non in loro possesso, tentò di farli arrestare da una compagnia di soldati all'interno della Council House; benché armati soltanto dei loro coltelli i Comanche opposero resistenza e durante lo scontro derivatone 35 Comanche (fra i quali tutti i capi, tre donne e due bambini) furono uccisi, e 29 catturati, mentre la vedova di Muckewarrah fu rinviata ai Comanche per informarli che i loro consanguinei sarebbero stati uccisi se i prigionieri bianchi non fossero stati restituiti. I Comanche presero atto della trappola tesa ai loro capi, inutilmente protetti dalla bandiera bianca simbolo di tregua:  la reazione coinvolse l’intera nazione Comanche
Nell’estate 1840 Potsʉnakwahipʉ, Isaviah e Sant'Anna ritennero di essere pronti a una vendetta in grande stile per il tradimento perpetrato a Sant'Antonio e passarono parola agli altri capi Comanche per organizzare una grande spedizione contro gli insediamenti texani; secondo la tradizione, tutti i capi più importanti, in primo luogo i Penateka, compreso l’anziano Mupitsukupʉ, ma verosimilmente anche capi Comanche delle altre divisioni, quali, appunto, i Nokoni Huupi-pahati e Quenah-evah, avrebbero aderito. Nell’agosto 1840 i Comanche attraversarono i plains del Texas occidentale raggiungendo e assalendo Victoria e Linnville (all’epoca il secondo centro abitato del Texas), sulla costa texana, bruciandole e saccheggiandole nel corso della più grande razzia effettuata nel Texas.
Facilmente sconfitti tre reparti (per un totale di 125 uomini) della milizia, al comando di John Tomlinson, Adam Zumwalt e Ben McCulloch presso il Garcitas Creek, e travolta un'altra compagnia della milizia, forte di 90 uomini al comando di Lafayette Ward, Matthew Caldwell e James Bird sulla via del San Marcos River, i Texas Rangers, raccolte agli ordini di Jack Hays e Ben McCulloch tutte le compagnie del Texas centrale e occidentale, e la milizia texana di Bastrop, al comando di Ed Burleson, e di Gonzales, al comando di Mathew Caldwell, tutti sotto il comando del brig. gen. Felix Houston, assalirono i Comanche lungo la via del ritorno, presso il Plum Creek nelle vicinanze di Lockhart. Nel combattimento i Comanche lasciarono sul terreno 12 guerrieri (sebbene i vari rapporti texani abbiano riportato l’uccisione di circa 100, oppure 80 o 60 guerrieri, o, ancora 50 guerrieri e una donna), a fronte di un morto tra i Texani; determinanti si dimostrarono le nuove rivoltelle Paterson Colt in dotazione ai Rangers, utilizzate per la prima volta, ma i Comanche salvarono gran parte del bottino e soprattutto i cavalli conquistati e, a prescindere dall’incerto conteggio dei morti, evidentemente considerarono la spedizione una grande vittoria, tale da esaltare, e non certamente sminuire, il prestigio dei capi.
Forse anche in considerazione delle vicende texane, nell'estate o nell'autunno 1840 la situazione di stallo consolidatasi tra il blocco Comanche - Kiowa e il blocco Cheyenne - Arapaho dopo la vittoria degli Cheyenne e Arapaho al Wolf Creek indusse i due gruppi a trattare: Wulea-boo, all'epoca forse il principale capo delle divisioni settentrionali, Parua-wasamen, rivelatosi un fine e paziente diplomatico e il principale promotore della pace sul versante Comanche - Kiowa, verosimilmente Tawaquenah, sicuramente Potsʉnakwahipʉ e forse Pohebits-quasho rappresentarono i Comanche alle trattative presso il Two Butte Creek, dalle quali scaturirono la pace e una salda alleanza tra i due gruppi di nazioni; Huupi-pahati verosimilmente prese attivamente parte alle discussioni, ma, comunque, necessariamente ne appoggiò e condivise il risultato in rappresentanza dei Nokoni.

## Il conflitto col Texas e gli U.S.A.: i trattati
Reinsediato alla Presidenza Sam Houston, nell’agosto 1843 i Comanche e i loro alleati Kiowa stipularono un accordo di tregua coi Texani e nell’ottobre i Comanche - Penateka, Nokoni, Kotsoteka e Kwahadi -, interessati alla pace col Texas purché fosse concordato un confine inviolabile della Comancheria, accettarono di incontrare il Presidente per definire un trattato di pace come quello concluso nello stesso anno a Fort Bird dagli Wichita e dalle nazioni deportate dall’est. Potsʉnakwahipʉ e altri accettarono di partecipare alle trattative, dimostrando una fiducia inaspettata in Houston, e, nell’ottobre 1844 a Tehuacana Creek, Potsʉnakwahipʉ, con Pahayuca, Mupitsukupʉ, e altri, ma non Isaviah e Sant'Anna, sottoscrisse un trattato che prevedeva la liberazione dei prigionieri bianchi e la cessazione delle spedizioni contro gli insediamenti bianchi in cambio della cessazione delle spedizioni militari texane contro la Comancheria e del riconoscimento da parte del Texas di un confine; anche i Kiowa e Kataka (c.d. “Kiowa Apache”) e gli Wichita (Kanoatino, Waco, Taweash, Tawakoni, Keechi), alleati dei Comanche, aderirono al trattato, ma l’eliminazione da parte del Senato in sede di ratifica del riferimento al confine della Comancheria indusse Potsʉnakwahipʉ a denunciare il trattato, schierandosi col cugino Isaviah, dimostratosi più realista di lui nella sua diffidenza e sfiducia rispetto all’interesse dei bianchi per una pace equa e stabile, e le ostilità ripresero; Anche Huupi-pahati e i Nokoni accantonarono qualsiasi tentazione di trattare.
Unitosi il Texas agli U.S.A., nell'aprile 1846, a Tehuacana Creek, i Penateka (Pahayuca, Mopechucope, Potsʉnakwahipʉ, Isaviah, Sant'Anna, Ketumse, Tosawi, Asa-havey e altri) stipularono un trattato riconoscendo la giurisdizione federale, ma neppure in questa occasione ottennero alcuna garanzia per il loro territorio; inclusi in una delegazione, 41 capi Comanche, Kiowa (e Kataka), Cheyenne e Arapaho (tra i quali Mupitsukupʉ e Sant'Anna così come altri importanti capi Comanche, alla stregua di Tawaquenah, Parua-wasamen, Wulea-boo, Huupi-pahati), furono accompagnati a Washington, incontrando anche il Presidente James Polk. In effetti lo spiegamento di forze USA, dirette alla conquista del Nuovo Messico lungo il Santa Fé Trail, tratteneva gli Indiani (e in particolare i Comanche e Kiowa) dall'assalire i reparti in marcia, ma esponeva all'attenzione delle bande di razziatori i convogli, sia militari sia civili, che divennero il bersaglio principale dei guerrieri Indiani (soprattutto Kwahadi, e poi Nokoni, Kotsoteka, Yamparika). Nel marzo 1849, pretendendo gli U. S. A. l'apertura di una pista diretta all'ovest attraverso il Texas per raggiungere la California, per incarico del Comandante dell’8° Dipartimento Militare, gen. William J. Worth, l'agente indiano Robert S. Neighbors e J. S. Ford, incaricati di individuare un percorso per l’” Upper Route”, si recarono tra i Penateka, convincendo Mupitsukupʉ a collaborare e ottenendo di essere scortati da Potsʉnakwahipʉ con un centinaio di guerrieri fino a ElPaso; aggiuntesi lungo la pista anche le bande di Isaviah e di Shanaco, insieme i capi Penateka raggiunsero il territorio dei Nokoni, rendendo visita a Huupi-pahati e affidando a lui (verosimilmente identificabile con il capo chiamato Guadaloupe nella relazione di Neighbors) e ai suoi Nokoni la sicurezza dell'agente e dell'ufficiale dei rangers; l’accordo, tuttavia, incontrò la decisa contrarietà dei capi quando Neighbors e Ford resero nota l’intenzione di costruire lungo la pista, nel volgere di alcuni anni, una ferrovia, col conseguente possibile insediamento di uomini bianchi lungo il tracciato (particolarmente dura fu la reazione di Shanaco, un capo appartenente alla fazione più intransigente in quanto figlio di uno dei capi uccisi alla Council House di Sant'Antonio); pertanto, Huupi-pahati (forse coadiuvato da Quenah-evah e Kiyou, considerandosi il quadro generale e la delicatezza della missione, con la responsabilità assunta dai Nokoni) si incaricò della scorta di Neighbors e Ford, mentre Potsʉnakwahipʉ, Isaviah e Shanaco si accamparono insieme sull'alto corso del Colorado, fortuitamente evitando anche l'esposizione a una nuova epidemia di vaiolo o di colera che, durante la stessa estate, decimò, in generale, i villaggi delle pianure, uccidendo forse la metà e più dei Kiowa e dei Comanche; Huupi-pahati portò a termine la missione di scorta a Neighbors e Ford (che lo ribattezzarono "Guadalupe", con evidente semplificazione dell'assonanza con "kanabahaitʉ huupi"), ma il contagio raggiunse verosimilmente anche i Nokoni, i Kotsoteka e gli Kwahadi, pur mancando notizie precise in ordine alle perdite.
Nel dicembre 1850, col c.d. “Fort Martin Scott Treaty”, i Comanche, oltre a rinnovare, sostanzialmente, i precedenti accordi, si impegnavano a non oltrepassare il confine meridionale del Llano River senza l'autorizzazione di un ufficiale dell'esercito USA (rinunciando, perciò, anche alle incursioni nel Messico): il trattato fu sottoscritto da capi Penateka, quali Potsʉnakwahipʉ (Po-che-na-qua-heip), Isaviah (Sa-ba-hei), Ketumse (Catumsie / Ketemoczy / Katemcy), e altri, verosimilmente Nokoni, quali Guadaloupe (verosimilmente identificabile con Huupi-pahati, in tal caso evidentemente sopravvissuto alle epidemie) e Que-ha-no (verosimilmente identificabile con Quenah-evah).
Nella primavera 1853 gli Cheyenne promossero una nuova spedizione contro i Pawnee, ottenendo la partecipazione di bande Teton Dakota, Absaroke, Arapaho, Kiowa (e Kataka) e Comanche (presumibilmente Yamparika, Nokoni e, forse, Kotsoteka): Huupi-pahati, secondo diffusa ipotesi morto durante l’epidemia di vaiolo e colera infuriata nel 1849, ma possibilmente, invece, sopravvissuto almeno fino al 1850 (“Fort Martin Scott Treaty”) forse era ancora capo principale dei Nokoni, con Quenah-evah, secondo capo della divisione se non già asceso al ruolo di capo principale, e Kiyou, ormai terzo o secondo capo. I guerrieri assalirono i Kitkehahki Pawnee, insieme ai quali si trovavano gruppi di Shawnee o Delaware i quali si batterono al fianco di costoro, ma, mentre la battaglia volgeva a loro favore, l'intervento di un contingente di 20 guerrieri Potawatomie armati di moderni fucili con la sua tattica di fuoco a file alternate ribaltò la situazione, costringendo i guerrieri dei Plains a ritirarsi con gravi perdite (almeno in proporzione a quelle usuali nelle tradizionali battaglie indiane); i Kiowa e i Comanche si premurarono di ottenere l'impegno degli Cheyenne e degli Arapaho a promuovere una nuova spedizione nel corso dell'anno successivo. La scarsità di bisonti comportava il pericolo di altre guerre con le nazioni delle pianure meridionali, e il Governo federale inviò come emissario presso i Comanche e i Kiowa Thomas Fitzpatrick, col quale le due nazioni concordarono a Fort Atkinson un nuovo trattato (27/7/1853), per il quale gli Indiani concedevano agli Statunitensi il diritto di costruire piste (Santa Fé Trail), di stabilire depositi e stazioni, e di proteggere gli emigranti che transitassero sul territorio Comanche e Kiowa, mentre il Governo federale si impegnava a distribuire agli Indiani merci, provviste, strumenti agricoli e altri beni per un valore di 18 000 dollari annuali, per un periodo di cinque anni o più a lungo, finché il Presidente lo ritenesse necessario od opportuno; il trattato fu firmato da Wulea-boo, Wayabatosa (White Eagle), Hainickseu (Crow), Parosawano (Ten Sticks) - erronea trascrizione per Parua-wasamen (Ten Bears) -, Warakonalta (Poor Coyote Wolf), Kanaretah (He Riding-the-Clouds) per i Comanche, Dohasan, Satank e altri capi per i Kiowa e Si-tah-le e altri per i Kataka (tuttavia, verosimilmente, non se ne sentivano vincolati gli Kwahadi, né le bande Kotsoteka e Nokoni a loro più strettamente associate, seguaci di Pohebits-quasho e di Peta-nocona); all’epoca, Huupi-pahati, ormai appariva scomparso dalla scena.